# Астапат
Астапат (позже известен как Кармир-ванк) — средневековый армянский город на берегу реки Аракс, ныне расположенный на территории Нахичеванской АР в Азербайджане.

## История
Согласно «Сборнику материалов для описания местностей и племен Кавказа» город был основан в V веке, когда на войне с персами был убит св. Вардан. Его тело было перенесено на левый берег Аракса — туда, где позже был построен монастырь Св. Вардана. Тело полководца было окутано в саван, отчего местность стала называться Астапатом — «аст» — «тут, здесь», и «пат» — «окутать». Первые письменные упоминания о городе Астапат встречаются с 8 века нашей эры.
Помимо построенного в 1655 году монастыря Св. Вардана, в городе находился построенный в VII веке монастырь Св. Степаноса (Кармир-ванк, Кызыл-ванк), первое упоминание которого датируется 976 годом. Вблизи города в начале 19 века была построена персидская крепость Аббасабад, взятая российскими войсками в 1827 году. Со временем численность жителей города сократилась, а само поселение стало называться по имени расположенного в нем монастыря Св. Степаноса — Кармир-ванк. В последнем по состоянию на 1893 год жило 79 человек (все армяне).

## Известные уроженцы
- В городе жил и творил миниатюрист Вардан Астапатци (XIII—XIV века)[7]
- Абегян, Манук Хачатурович (1865—1944) — армянский литературовед, лингвист, академик Академии наук Армянской ССР